# هالة والملك (مسرحية)
هالة والملك مسرحية لبنانية بطولة السيدة فيروز.  قدمت عام 1967، وتم تحويلها إلى فيلم سينمائي بعنوان سيلينا من إخراج حاتم علي.

## طاقم العمل
هالة/فيروز
الملك/نصري شمس الدين
سهرية/هدى
هب الريح/ايلي شويري
المستشار/محمد مرعي
العراف/جوزيف ناصيف
الشحاد/وليم حسواني
بالأشتراك مع ملحم بركات
كلمات والحان:الأخوان رحباني 
```
(قدمت كأول عرض على مسرح البيكاديللي, ثم في مهرجان الأرز, ودمشق عام 1967)
```

## القصة
تحتفل مدينة سيلينا بعيد سنوي, هو عيد «الوجه الثاني» حيث يلبس الناس أقنعة, ويمثلون أدواراً في سهرة العيد. لكن هذه السنة, يطلب الملك (نصري شمس الدين) أن يلغى الاحتفال, بسبب نبوأة أتته, تقول بأن أميرة ترتدي قناعاً سوف تحضر هذه الليلة إلى العيد. وهذه الأميرة قدرها أن تصبح
عروساً للملك. طلب من الجميع أن ينزع قناعه, حتى يتمكن من معرفة الأميرة المقنّعة.
وقد شاءت الأقدار أن تصل هالة (فيروز) مع أبيها هبّ الريح (إيلي شويري) إلى سيلينا, قادمين من ضيعة درج اللوز, لكي يبيعا الأقنعة في العيد.
عندما وجدا أن العيد قد ألغي, قرر الأب أن يذهب ليسكر في حانة, تاركاً ابنته وحدها في الساحة, علّها تبيع الأقنعة في أية حال.
ظنّ أهل المدينة أنها الأميرة المنتظرة عندما رأوها, وأخذوها إلى القصر في حالة من الاضطراب, وألبسوها ثياباً تليق بمقام الملك,
وعبثاً كانت تحاول أن تخبرهم قصتها الحقيقية, ثم دلّتهم على الطريق الذي يؤدي إلى الحانة التي يشرب فيها أبوها, لكي يأتوا به, علّه يثبت صحة أقوالها.
في غضون ذلك, رفضت دعوة الملك للبقاء في قصره, وفضّلت النوم في العراء, في ساحة المدينة.
عندما أحضر الحراس هب الريح أخيراً, فكّر في الفرصة النادرة التي أتيحت لابنته حتى تعيش حياة أفضل, وهي الحياة التي لم يقدر أن يوفرها لها طوال
عمره, لذلك فقد أنكر ابنته. استاءت هالة من أبيها, وقالت له إنها تفضله سكراناً على أن يكون صاحياً, لكن الوقت كان قد فات لإصلاح الخطأ.
أعلن الملك عن أربعين يوم احتفال بالعرس, أثناء ذلك, ظلت هالة مع صديقتها سهرية (هدى) التي كانت أكثر من سعيدة بأن تشارك الأميرة غرفتها
وثيابها. جاء أهالي سيلينا, بمن فيهم المقربون من الملك, ليطلبوا منها قائمة طلبات مما يحتاجونه من ملكة المستقبل. حاولوا أن يقنعوها بأن تتزوج
الملك في جميع الأحوال, لأجل منفعتهم جميعاً, بدءاً من الطعام المجاني الذي سوف يقدم لأربعين يوماً, وصولاً إلى استغلال الملك بمساعدتها, من أجل
مآربهم الشخصية, بالإضافة إلى منفعتها هي أيضاً في المستقبل. قالت لهم أنه بدون الحب, لا معنى لأي شيء مما ذكروه, وكما عينوها أميرة, فهي تمتلك
القوة والحق في أن ترفض الزواج من الملك.
جاء يوم العرس, وأمر الملك أن تحضر الأميرة. أخبروه أنها تعد نفسها للاحتفال, لكن شحاذ المدينة أخبره بحقيقة أن هالة ترفض الزواج منه. تنكّر
الملك بثياب الشحاذ, وقابل هالة, ليعرف منها سبب الرفض.
علم الحقيقة منها, أخبرته عن الفقر في المدينة, وعن غش مساعديه. كررت رفضها الزواج من الملك واستغلاله. ثم اكتشفت أنها تتحدث مع الملك ذاته,
وكانت مدهوشة كيف تكلما ببساطة.
نصيحتها الأخيرة للملك كانت أن لا يحاكم أو يسجن كل المخادعين الذين يحيطون به, لأنه عندها لن يبقى من يحكمه. تنتهي المسرحية بأن تغادر هالة
المدينة كما دخلتها: غير متزوجة, فقيرة, وشريفة.